# Rabdophaga salicisnodulus
Rabdophaga salicisnodulus är en tvåvingeart som först beskrevs av Osten Sacken 1878.  Rabdophaga salicisnodulus ingår i släktet Rabdophaga och familjen gallmyggor. Inga underarter finns listade i Catalogue of Life.